# Geometra flavifrontaria
Geometra flavifrontaria là một loài bướm đêm trong họ Geometridae.